# 그랑프리쇼 여러분
《그랑프리쇼 여러분》은 대한민국 KBS 2TV에서 방영되었던 프로그램이다. 2006년 3월 13일에 첫 방송되었다가 2007년 4월 23일 끝으로 폐지되었는데 KBS는 해당 프로그램에 앞서 신동엽을 메인 MC로 기용한 버라이어티 프로그램을 편성할 계획이었으나 기획 단계에서 무산됐고 신동엽은 해당 프로그램과 같은 시간에 편성된 SBS 《야심만만》 게스트로(2006년 3월 28일) 출연하기도 했다.
한편, 시상품 협찬사 이름을 밝힐 때 해당사의 상품을 노출해 광고를 했다는 이유 탓인지 방송위원회로부터 '권고' 조치를 받았다.
아울러, 1993년 SBS 공채 개그맨 2기로 데뷔했지만 IMF 이후 SBS가 코미디 프로그램을 폐지하면서 설 자리를 잃은 뒤 인터넷 방송에서 활동해 오다가 이봉원이 2001년 가을 일본 유학을 마친 후 귀국한 뒤 컴백작으로 선택한 프로그램이자 메인 MC를 맡은 SBS 《코미디쇼 오 해피데이》의 고정 게스트로 활동하여 지상파 프로그램에 잠깐 복귀했으나 시청률 난조로 9회 만에 조기종영된 뒤 한동안 iTV 위주로 활동해 온 공동 MC 김구라가 해당 프로그램을 통해 메이저 TV 진행자로 데뷔했다.
이와 함께, 2006년 가을개편부터 '불량아빠클럽'으로 새 단장할 당시 고정 멤버였던 이원종은 공동 진행자 김구라가 MC로 활동한 MBC 명랑히어로 '명랑한 회고전' 이봉원 편에 게스트로 나오기도 했는데 명랑히어로 또다른 공동 진행자였던 김국진은 이원종의 대학교(경기대) 1년 선배였다.
한편, KBS는 해당 프로그램에 앞서 2005년 설 추석, 2006년 설 특집 프로그램으로 편성된 <코미디쇼 7080>이 정규 편성에 실패했는데 이 프로그램에는 90년대 초반 '맹구' 캐릭터로 인기를 끌었으나 1999년 개인사 때문에 일체의 활동을 접었던 이창훈, 90년대 말 코미디 프로그램이 침체기에 접어들자 연기자로 전향했던 임하룡, 목사가 된 김정식 등이 모습을 드러내지 않아 아쉬움이 컸으며 그나마 2005년 설 특집 때 등장한 김형곤은 생전(2006년 3월 11일 돌연사) 정치·시사적인 성인용 코미디를 선호한 터라 방송 출연에 따른 위험 부담이 클 것을 고려하여 2005년 설 특집 이후 <코미디쇼 7080>에 모습을 드러내지 않았다.

## 주요 코너 & 진행자
- 그랑프리쇼 여려분: 이경규, 정형돈, 이지현, 김종민, 김윤지
- 그랑프리쇼 불량아빠클럽: 이경규, 김구라, 이원종, 조형기, 성동일 (이전 진행자: 김창렬, 김승현, 김현철)

## 게스트
- 14회 이상벽
- 15회 조형기
- 16회 김흥국
- 17회 유정현
- 18회 김창숙, 조혜련
- 19회 남희석
- 20회 이홍렬
- 21회 태진아, 송대관
- 22회 최불암
- 23회 선우재덕
- 24회 박인환
- 25회 박준규
- 26회 김정민, 이병진
- 27회 정보석
- 28회 신영일, 한석준
- 29회 김형일, 원상연
- 30회 김수로, 김병옥
- 31회 봉태규, 천명훈, 정우
- 32회 이영하, 이상원
- 33회 성시경, 주영훈
- 34회 God 박준형, 손호영
- 35회 김용만
- 36회 김장훈, 지상렬
- 37회 박준형, 정종철
- 38회 이재용
- 59회 양희은, 박미선
- 60~62회 홍서범, 조갑경